# Нью-Стуяхок (Аляска)
Нью-Стуяхок (англ. New Stuyahok; юпик: Cetuyaraq) — город в зоне переписи населения Диллингхем, штат Аляска, США. Население по данным переписи 2010 года составляет 510 человек.

## География
Площадь города составляет 89,9 км², из них 84,1 км² — суша и 5,8 км² — водные поверхности. Расположен на реке Нушагак, в 51 км к северо-востоку от города Диллингхем.

## Население
По данным переписи 2000 года, население города составляло 471 человек. Расовый состав: коренные американцы — 92,78 %; белые — 3,82 % и представители двух и более рас — 3,40 %.
Из 105 домашних хозяйств в 57,1 % — воспитывали детей в возрасте до 18 лет, 56,2 % представляли собой совместно проживающие супружеские пары, в 21,0 % семей женщины проживали без мужей, 13,3 % не имели семьи. 11,4 % от общего числа семей на момент переписи жили самостоятельно, при этом 1,9 % составили одинокие пожилые люди в возрасте 65 лет и старше. В среднем домашнее хозяйство ведут 4,49 человек, а средний размер семьи — 4,87 человек.
Доля лиц в возрасте младше 18 лет — 40,8 %; лиц в возрасте от 18 до 24 лет — 10,4 %; от 25 до 44 лет — 27,8 %; от 45 до 64 лет — 16,6 % и лиц старше 65 лет — 4,5 %. Средний возраст населения — 24 года. На каждые 100 женщин приходится 122,2 мужчин; на каждые 100 женщин в возрасте старше 18 лет — 108,2 мужчин.
Средний доход на совместное хозяйство — $26 042; средний доход на семью — $26 458. Средний доход на душу населения — $7931.
Динамика численности населения города по годам:
| 1950 | 1960 | 1970 | 1980 | 1990 | 2000 | 2010 |
| ---- | ---- | ---- | ---- | ---- | ---- | ---- |
| 88   | 145  | 216  | 331  | 391  | 471  | 510  |

## Транспорт
Город обслуживается аэропортом Нью-Стуяхок.